# Federação Catarinense de Beach Soccer
A Federação Catarinense de Beach Soccer (FCBS), fundada em 4 de setembro de 2010, é a entidade máxima do futebol de areia do Estado de Santa Catarina. Atualmente, é presedida pelo Sr. Osnildo Teixeira e está localizada no bairro Barra da Lagoa em Florianópolis.
É responsavel pela organização de todos os torneios oficiais que envolvem as equipes do Estado, como o Campeonato Catarinense de Beach Soccer, lhe cabendo, ainda, representar os clubes catarinense junto à Confederação Brasileira de Beach Soccer (CBBS).

## Diretoria
Atualizado em 30 de janeiro de 2012.:

## Seleção Catarinense de Beach Soccer
A Seleção Catarinense de Beach Soccer é a equipe que representa Santa Catarina em competições de Beach Soccer e é controlada pela FCBS, que é o órgão para o futebol de Areia no estado.